# 约翰·迪尔

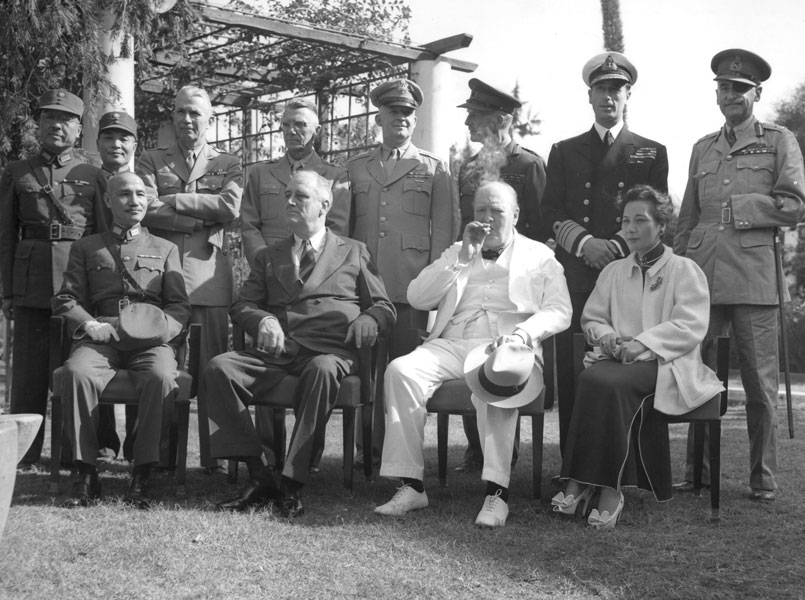
前排依序：中華民國國民政府軍事委員會委員長蔣中正、美國總統羅斯福、英國首相丘吉尔、中國蔣宋美齡。後排依序：中國的商震與林蔚；美國的布里恩·薩默維爾、約瑟夫·史迪威、亨利·阿諾德；與英國的約翰·格瑞爾·迪爾、路易斯·蒙巴頓、阿德里安·卡爾東·德維亞爾，攝於1943年11月25日（這張是三國與會將領，也就是軍服組的合照。另有一張三國與會外交文官，也就是西服組的合照）

约翰·葛里亚·迪尔 GCB CMG DSO（1881年12月25日—1944年11月4日）是英國陸軍的高级将领，在第一次世界大战和第二次世界大战中均有服役。在1940年5月到1941年12月期间他曾担任陆军总参谋长、陆军情报分析首脑，还在美国华盛顿哥伦比亚特区作为英、美两国互相合作的协调官员，又在英美聯合總參謀部担任英方高级代表，成为二战期间“英美特殊關係”举足轻重的人物。